# Municipio de Greenwood (condado de Baxter)
El municipio de Greenwood (en inglés: Greenwood Township) es un municipio ubicado en el condado de Baxter en el estado estadounidense de Arkansas. En el año 2010 tenía una población de 164 habitantes y una densidad poblacional de 1,66 personas por km².

## Geografía
El municipio de Greenwood se encuentra ubicado en las coordenadas 36°6′36″N 92°15′22″O / 36.11000, -92.25611. Según la Oficina del Censo de los Estados Unidos, el municipio tiene una superficie total de 99.01 km², de la cual 98,24 km² corresponden a tierra firme y (0,78 %) 0,78 km² es agua.

## Demografía
Según el censo de 2010, había 164 personas residiendo en el municipio de Greenwood. La densidad de población era de 1,66 hab./km². De los 164 habitantes, el municipio de Greenwood estaba compuesto por el 98,17 % blancos, el 1,83 % eran amerindios. Del total de la población el 0 % eran hispanos o latinos de cualquier raza.